# Tambillo (distrito)
Tambillo é um distrito do peru, departamento de Ayacucho, localizada na província de Huamanga.

## Transporte
O distrito de Tambillo é servido pela seguinte rodovia:
- PE-3SL, que liga o distrito de Ayacucho à cidade de Ocros [1][2][3]